# Limitations de vitesse en Estonie

Panneau indiquant la vitesse maximale autorisée en agglomération et hors agglomération et l'obligation de rouler avec les feux allumés 24 heures sur 24.

En Estonie (abréviation officielle : EST), les limitations de vitesse en vigueur sont :
- 50 km/h en agglomération [1];
- 90 km/h hors agglomération[1].
  - Il existe cependant des portions de la Via Baltica (E67) limitées à 100 km/h en chaussée unique ;
  - 2x2 voies limitées parfois à 110 km/h (notamment sur la Via Baltica, sur les derniers 20 km avant la capitale, Tallinn)[2].
- 110 km/h en été sur les routes à deux voies pour les motocycles et les voitures passagers[1];
- 120 km/h sur des tronçons autoroutiers (E263) entre Tallinn et Tartu[3],.

## Autres règles
- Allumage des feux de croisement 24h/24 obligatoire[4].
- Pas d'alcoolémie au volant autorisée (0,0 g/L d'alcool dans le sang)[4].